# 30 ans sinon rien
Pour plus de détails, voir Fiche technique et Distribution.
30 ans sinon rien ou 13 ans, bientôt 30 au Québec (13 Going on 30) est un film américain réalisé par Gary Winick, sorti en 2004.

## Synopsis
Jenna Rink est une adolescente de 13 ans en pleine crise, elle se sent seule et sans vrais amis. Elle souhaite intégrer les Six Miss, le groupe de filles les plus tendances et pestes du collège, même si cela doit la forcer à s'écarter de son meilleur ami, Matt Flamhaff. Lucy, dite Tam-Tam, chef des Six Miss, une vraie peste, profite de Jenna et de sa naïveté : elle lui joue un sale tour le jour de son 13e anniversaire. Jenna fait alors le souhait de devenir « une femme de 30 ans, sexy et épanouie ».
Contre tout espoir, son souhait se réalise, et Jenna découvre peu à peu sa nouvelle vie dans la peau d'une femme de 30 ans, mais avec le regard d'une fille de 13 ans. Elle est devenue une rédactrice très cotée, a réussi beaucoup de choses qu'elle entreprenait pendant son adolescence, possède l'appartement et la garde-robe dont elle rêvait. Mais elle s'aperçoit aussi que tout n'a pas été rose dans sa vie durant ces 17 ans, et que la personne qu'elle est devenue n'est pas du tout celle dont elle rêvait… Elle réalise également que celui qu'elle voyait comme son meilleur ami, Matt, ne fait plus partie de son entourage par sa faute.

## Fiche technique
- Titre : 30 ans sinon rien
- Titre original : 13 Going on 30
- Titre québécois : 13 ans, bientôt 30
- Réalisation : Gary Winick
- Scénario : Josh Goldsmith et Cathy Yuspa
- Production : Susan Arnold (en), Gina Matthews, Donna Roth, Allegra Clegg, Todd Garner et Dan Kolsrud
- Sociétés de production : Revolution Studios et Thirteen Productions LLC
- Budget : 37 millions de dollars
- Musique : Theodore Shapiro et Daniel Lenz (chanson Keep It Simple - Stupid)
- Photographie : Don Burgess
- Montage : Susan Littenberg
- Décors : Garreth Stover
- Costumes : Susie DeSanto
- Pays d'origine : États-Unis
- Format : Couleurs - 1,85:1 - DTS / Dolby Digital / SDDS - 35 mm
- Genre : comédie romantique
- Durée : 98 minutes
- Dates de sortie :
  - États-Unis : 14 avril 2004 (première à Los Angeles) ; 23 avril 2004 (sortie nationale)
  - Canada : 23 avril 2004
  - France, Suisse romande : 4 août 2004
  - Belgique : 11 août 2004

## Distribution
- Jennifer Garner (VF : Laura Blanc ; VQ : Aline Pinsonneault) : Jenna Rink
  - Christa B. Allen (VF : Manon Azem ; VQ : Charlotte Mondoux) : Jenna à 13 ans
- Mark Ruffalo (VF : Rémi Bichet ; VQ : Sylvain Hétu) : Matt Flamhaff
  - Sean Marquette (en) (VF : Janieck Blanc ; VQ : Nicolas Bacon) : Matt à 13 ans
- Judy Greer (VF : Marion Beulque ; VQ : Julie Burroughs) : Lucy « Tam-Tam » Wyman
  - Alexandra Kyle (en) (VF : Camille Donda ; VQ : Claudia-Laurie Corbeil) : Tam-Tam à 13 ans
- Jim Gaffigan : Chris Grandy
  - Alex Black : Chris à 13 ans
- Andy Serkis (VF : Paul Borne ; VQ : Daniel Lesourd) : Richard Kneeland
- Kathy Baker (VF : Sylvie Genty ; VQ : Hélène Mondoux) : Bev Rink
- Phil Reeves (VQ : Jean-Luc Montminy) : Wayne Rink
- Samuel Ball (VF : Damien Ferrette ; VQ : François Trudel) : Alex Carlson
- Marcia DeBonis (VF : Frédérique Cantrel ; VQ : Isabelle Miquelon) : Arlene
- Kiersten Warren : Trish Sackett
- Joe Grifasi : M. Flamhaff
- Mary Pat Gleason : Mme Flamhaff
- Susan Egan : Tracy Hansen
- Lynn Collins (VF : Marion Valantine) : Wendy
- Renee Olstead (VF : Adeline Chetail) : Becky
- Maz Jobrani (VF : Emmanuel Gradi) : Glenn

- Version française[1]
  - Studio de doublage : Rosebud
  - Direction artistique : Christele Wurmser
  - Adaptation : Bob Yangasa

Source et légende : Version française (V. F.) sur Voxofilm et RS Doublage

## Autour du film
Le scénario reprend le fonctionnement du film Big, avec Tom Hanks (Joshua), un jeune garçon frustré de n'avoir pu monter dans une attraction dans laquelle il voulait accompagner Cynthia. Il est transformé le lendemain en homme de trente ans à la suite d'un vœu exaucé qu'il a formulé dans une fête foraine. 

## Bande originale
- Jessie's Girl (en), interprété par Rick Springfield
- Burning Down the House, interprété par Talking Heads
- Ice Ice Baby, interprété par Vanilla Ice
- Love Is a Battlefield, interprété par Pat Benatar
- Thriller, interprété par Michael Jackson
- Vienna, interprété par Billy Joel
- Why Can't I, interprété par Liz Phair
- Crazy for You, interprété par Madonna
- Head over Heels, interprété par The Go-Go's
- Will I Ever Make It Home, interprété par Ingram Hill
- Mad About You, interprété par Belinda Carlisle
- Matt's Casio Jam, interprété par Daniel Pinder
- La cumparsita, composé par Gerardo Matos Rodriguez
- I Wanna Dance with Somebody (Who Loves Me), interprété par Whitney Houston
- What I Like About You, interprété par Lillix
- Everybody Have Fun Tonight, interprété par Wang Chung
- Keep It Simple (Stupid), interprété par Daniel Lenz
- Good Day (David Leonard Mix), interprété par Luce
- Chick a Boom Boom Boom, interprété par Mowo!
- Tainted Love, interprété par Soft Cell
- Canon en ré, composé par Johann Pachelbel